# Marinera y Pandilla Puneña
La Marinera y Pandilla Puneña es una danza mestiza originaria de la ciudad de Puno, que actualmente se practica en todo el Perú, esta tiene un ritmo pausado pero alegre, y se danza en la época de los Carnavales. Dicha danza, se originó a inicios del siglo XX (20), según data los escritos del Instituto Nacional de Cultura en Puno y se formalizó en el año de 1907, en la ciudad de Puno.

## Descripción
Originalmente se le conocía como el nombre de "zamacueca", pero en 1880 debido a la inspiración del escritor peruano Abelardo Gamarra, conocido como “El Tunante”, se le bautizó con el nombre de marinera, en homenaje a la Marina de Guerra del Perú.
Son danzas de carácter carnavalesco; muy cadenciosos, danzadas una a continuación de otra. La primera, la marinera puneña, de características similares a otras marineras ejecutadas a lo largo del Perú pero originada en la ciudad de Puno, seguida de un Huayño Pandillero o Pandilla.
Creadas en el estrato social llamado "cholada" (hombres mestizos de Puno) para luego ser adoptada en los estratos sociales "más altos", atribuyéndose algunos de estos estratos su autoría o su consolidación. Hoy son interpretadas por gente de todos los niveles y en todas las provincias del Departamento de Puno, y el Perú, creando un ambiente de competencia en Danza y Arte que es la expresión del hombre puneño. 
Propias del mestizaje puneño, que adecua las costumbres andinas expresadas en sus danzas logrando ser caracterizado en ellas. La marinera y la pandilla puneña son danzas elegantes y calmadas que expresan la caballerosidad del varón y elegancia de la dama puneña.

## Vestimenta

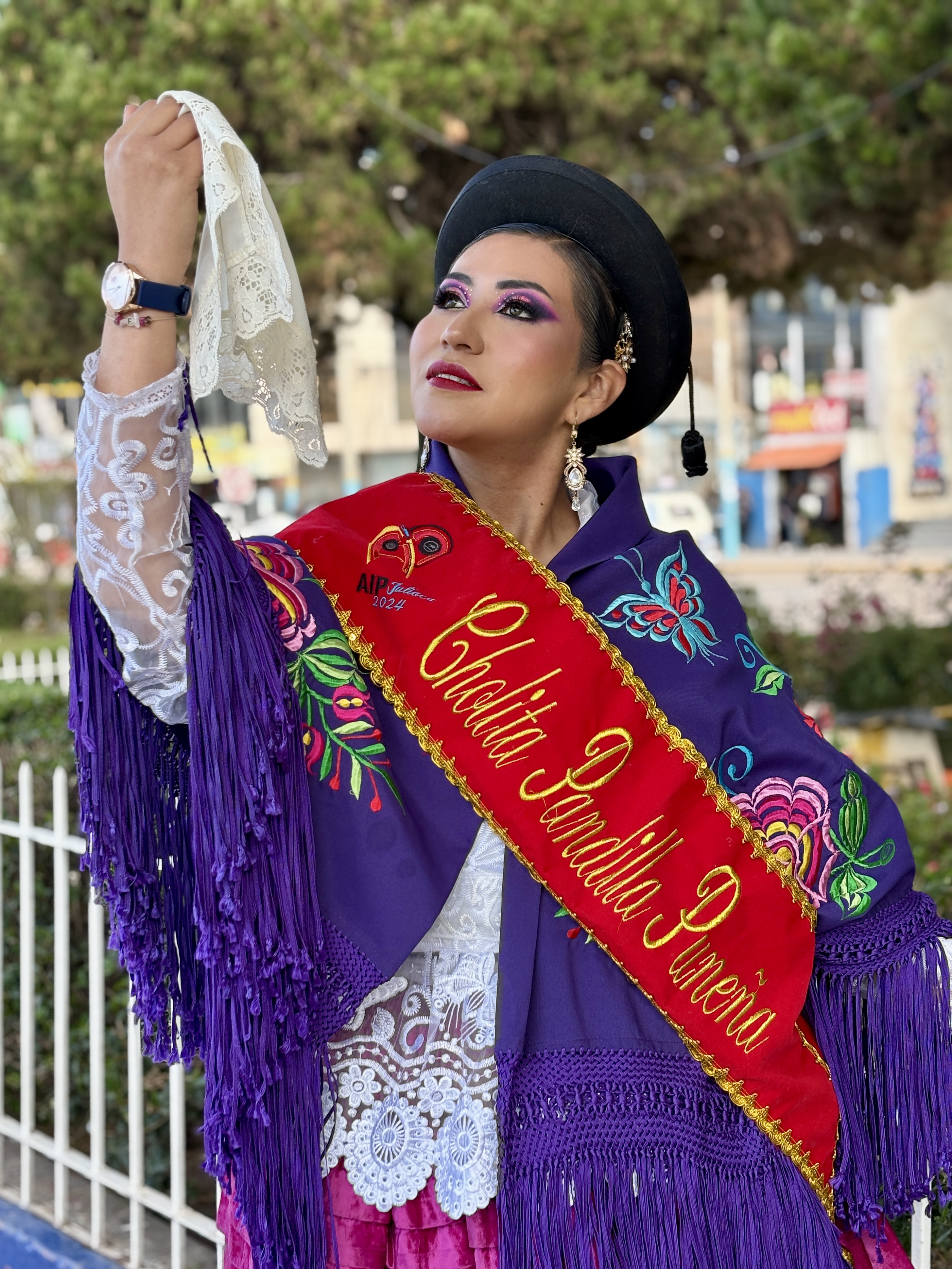
Cholita Pandilla Puneña.

Con respecto al vestido, utilizaban una túnica con abertura a los costados para sacar los brazos, de color negro llamada "Anaco" o "Lotu". Con este vestido bailaban tondero, que en aquel entonces era llamado "La Danza de la Pava", que significa el apareamiento del pavo y la pava. 
En esta danza popular los bailarines enarbolan pañuelos que hacen flamear con gracia y elegancia, el hombre en acción conquistadora, y la mujer subyugante en gracia y coquetería.

### Traje femenino
Las mujeres están ataviadas con lujosos y multicolores mantones con flecos y sus tradicionales polleras; con blusas blancas y centros de colores diversos; con un sombrero de copa baja, que cubre su cabello largo dispuesto en dos trenzas y espléndidamente adornadas; y botines blancos, este traje trata de expresar o simbolizar a la cholita puneña con su traje de gala.

### Traje masculino
Los varones visten con saco negro y pantalón blanco o negro, camisa blanca y un sombrero borsalino negro o blanco; en los hombros llevan un mantón multicolor. Esta era la vestimenta de todos los puneños antiguos.

## Baile y música
Existen diferentes escuelas que enaltecen una fiesta de jolgorio entre los jóvenes y antiguos puneños. La ejecución de las danzas se diferencia según la escuela a la que pertenezcan los danzarines. Existen escuelas tanto antiguas como jóvenes, que diferencian su estilo de acuerdo al bastonero que las guíe.
La música es interpretada por una estudiantina conformada por bailarines exóticos de instrumentos de cuerda, acordeones, saxos y trompetas; esta tiene una característica única, y junto al canto a coro por parte de los artistas hacen de ella algo parecido al mariachi mexicano, pero única del cholo puneño. 
Se baila durante los ocho días de carnavales posteriores a la Festividad en honor a la Virgen de la Candelaria. La riqueza de sus coreografías permiten vistosidad, alegría y elegancia en la ejecución de cada una de sus figuras, comandada por la primera pareja formada por el "bastonero" y su acompañante, que dirigen el baile y orientan los cambios durante la danza, al compás de un huayno pandillero.
Es considerada como la "reina de las danzas puneñas" porque jamás compite con las otras danzas en los concursos públicos, ni entre ellas. Solamente es exhibida durante los carnavales.